# Het nieuwstedelijk
Het nieuwstedelijk is een Vlaams theatergezelschap dat zich onderscheidt door maatschappelijke en actuele thematieken. De quasi enkel nieuwe teksten, vaak met politieke inslag, worden in scene gezet door theatermakers Adriaan Van Aken, Sara Vertongen, Christophe Aussems en Stijn Devillé. Devillé is directeur van het huis en Els Theunis artistiek coördinator.

## Geschiedenis
In februari 2015 ontstond de groep uit de fusie van het Leuvense stadsgezelschap Braakland/ZheBilding en het Limburgse theatermakershuis de Queeste. Sinds 2016 fungeert het als stadstheater van Leuven vanuit het Openbaar Entrepot voor de Kunsten (OPEK). Sinds januari 2018 vervult het die rol ook voor Hasselt in De Nieuwe Zaal en Genk in C-Mine.

## Voorstellingen
- 2015: Vuur, tekst van Christophe Aussems & Els Theunis, met Jonas Van Thielen, Bert Hornikx en Myrthe Luyten
- 2015: Schroot, voorstelling van Simon De Vos, met Bram De Win en muziek van Bert Hornikx
- 2015: Hoop, voorstelling van Stijn Devillé (tekst & regie) met Sara Vertongen, Michaël Pas, Tom Van Bauwel, Simone Milsdochter, Maarten Ketels, Bram Van der Kelen, Erik Van Herreweghe, Christophe Aussems en met muziek van Geert Waegeman, Bert Hornikx en Trijn Janssens
- 2016: Zigzagkind, co-productie met Laika, naar het boek van David Grossman, in regie van Jo Roets, met Gert Jochems, Esmé Bos, Koen Janssen, Lien De Graeve, Ortal Vriend, Stijn Vervoort en muziek van Esmé Bos en Ephraïm Cielen
- 2016: Troje, voorstelling van Maarten Ketels met muziek van Geert Waegeman
- 2016: Zwischen, voorstelling van Suze Milius, van en met Kris Cuppens, Jacoba Cuppens, Jaak Cuppens en Jef Cuppens en met muziek van Benjamin Boutreur
- 2016: Last Call, multimediale voorstelling van Adriaan Van Aken, met tekeningen van Philip Paquet, muziek van Joris Caluwaerts en vertolking van Sara Vertongen
- 2017: Het einde is nabij, voorstelling van Adriaan Van Aken en Johan Petit, in co-productie met MartHa!Tentatief
- 2017: Groupe Diane, voorstelling van Christophe Aussems (regie) en Stijn Devillé (tekst) met Sara Vertongen, Michaël Pas, Jonas Van Thielen, Pieter-Jan De Wyngaert, Suzanne Grotenhuis en Matthias Van de brul en met muziek van Gerrit Valckenaers en Bert Hornikx
- 2017: Een Ontgoocheling, voorstelling van Adriaan Van Aken, naar de gelijknamige novelle van Willem Elsschot, met Jurgen Delnaet en met muziek van Joris Caluwaerts en Benjamin Boutreur, live vertolkt door Caluwaerts, Boutreur, Lot Vandekeybus en Tim Coenen
- 2017: Esperanto, voorstelling van Lucas Derycke en Frederik De Clercq
- 2017: First Contact, multimediale voorstelling van Adriaan Van Aken met tekeningen van Wide Vercnocke, muziek van Joris Caluwaerts en de stemmen van Stijn Meuris en Sara Vertongen
- 2018: Screen, tekst van Rudy Trouvé en Simon Allemeersch, met Pieter Genard en Warre Borgmans en livemuziek van Mauro Pawlowski en Elko Blijweert
- 2019: Wie We Zijn, voorstelling van Fien Leysen, met interviews van o.a. Johan Braeckman, Maarten Larmuseau en Frank De Winne
- 2021: Hitler is dead, I repeat, Adolf Hitler is dead, tekst van Stijn Devillé, met Sara Vertongen, Janne Desmet, Pieter Genard, Maarten Ketels, Warre Borgmans, Tom Van Bauwel, Dirk Buyse en Jos Geens en livemuziek van Geert Waegeman en Han Stubbe

## Repertoire
Het nieuwstedelijk speelt ook nog voorstellingen die de huisartiesten en verwante makers produceerden in 2015 of eerder:
- Hebzucht (2012) van Stijn Devillé met Sara Vertongen, Dirk Buyse, Kris Cuppens, Jorre Vandenbussche, Michaël Pas en met muziek van Gerrit Valckenaers, Rudy Trouvé en Gunther Nagels
- Angst (2014) van Stijn Devillé, met Sara Vertongen, Michaël Pas, Tom Van Bauwel, Simone Milsdochter, Bram Van der Kelen, Tom Ternest, met muziek van Geert Waegeman en Bert Hornikx
- Leni & Susan (2014), van Stijn Devillé, met Simone Milsdochter en Chris Lomme en met muziek van Geert Waegeman
- Dansen Drinken Betalen - (almost) the Movie (2015), van Adriaan Van Aken, met Sara Vertongen en muziek van Joris Caluwaerts, live vertolkt door Caluwaerts, Roel Van Camp en Tim Coenen
- Boven Water (2013), van Suze Milius, met Suzanne Grotenhuis, Koen Janssen en Tine Cartuyvels
- De Vader, de zoon en het Heilige feest (2011), van en met Sadettin Kirmiziyüz, co-productie Trouble Man
- Dagen zonder data (2014), van Jessa Wildemeersch, Sara Vertongen en Els Theunis
- Station (2014) van Joris Caluwaerts, Nicolas Rombouts, Aarich Jespers, Adriaan Van Aken en Thomas Verachtert